# Peter Vidmar
Peter Vidmar, född den 3 juni 1961 i Los Angeles i USA, är en amerikansk gymnast.
Han tog OS-guld i bygelhäst, OS-guld i lagmångkampen och OS-silver i den individuella mångkampen i samband med de olympiska gymnastiktävlingarna 1984 på hemmaplan i Los Angeles.